# 소유찬
소유찬(본명: 소순용, 1990년 1월 3일 ~ )은 대한민국의 트로트 가수이다.

## 뮤직비디오
- 2014년 소명 - 안녕들 하십니까

## 음반
- 2014년 매운 사랑
- 2017년 2%/ 좋다고 (회전목마)

## 수상 경력
- 2007년 제11회 곳고리창작가요제 대상 수상
- 2008년 제4회 현인가요제 대상 수상
- 2014년 MBC가요베스트 신인상
- 2015년 제21회 대한민국 연예예술상 성인가요 신인상
- 2015년 대한적십자사 홍보대사